# Peritrana distactoe
Peritrana distactoe är en fjärilsart som beskrevs av Edward Meyrick 1907. Peritrana distactoe ingår i släktet Peritrana och familjen äkta malar. Inga underarter finns listade i Catalogue of Life.